# 柴田三雄
柴田 三雄（しばた みつお、1947年3月16日 - 2015年1月18日）は、カメラマン・写真家。

## 人物
北海道常呂郡留辺蘂町（現・北見市）出身。幼少に、札幌市に移住。北海学園大学経済学部中退。1971年に集英社「non-no」の専属カメラマンとなり、1974年柴田三雄事務所設立。軍事・航空写真の第一人者として知られる。

## 写真集
- 震える日
- 成層圏伝説
- 炎の日
- 漂流前線
- 世界のクラシック機
- スペース ラブ